# VI. konstitutionelle Regierung Osttimors

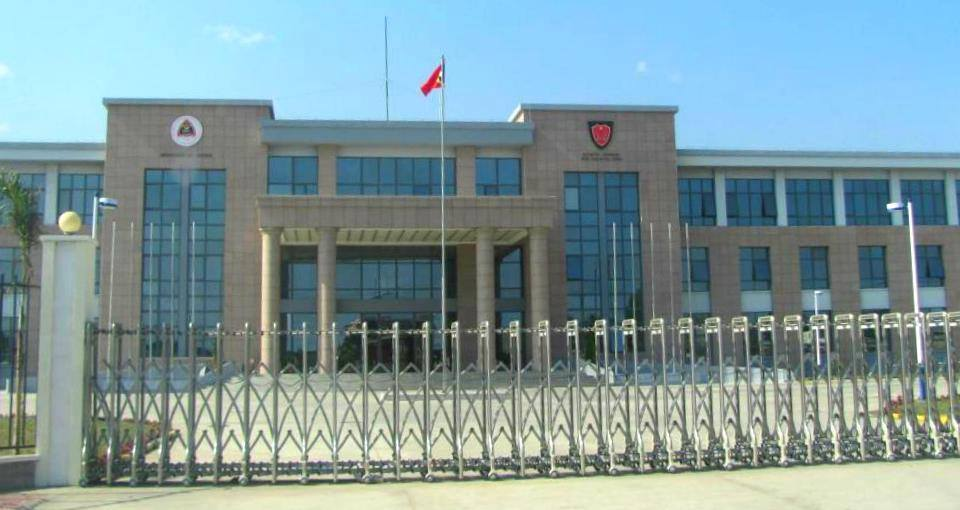
Verteidigungsministerium in Bairro Pite

Die VI. konstitutionelle Regierung Osttimors (VI Constitutional Government) war die sechste Regierung Osttimors seit der Entlassung Osttimors in die Unabhängigkeit am 20. Mai 2002. Premierminister Rui Maria de Araújo regierte vom 16. Februar 2015 bis zum 15. September 2017.

## Geschichte
Anfang 2015 kündigte Premierminister Xanana Gusmão an, die Regierung umzubilden und auch selbst vorzeitig zurücktreten zu wollen. Am 5. Februar informierte er seine Koalitionspartner, er wolle den ehemaligen Gesundheitsminister Rui Maria de Araújo als seinen Nachfolger und trat mit einem Schreiben an Staatspräsident Taur Matan Ruak zurück. Araújo ist Mitglied des Zentralkomitees der FRETILIN, weswegen es in den drei Koalitionsparteien Verärgerung über Gusmãos Schritt gab. Unterstützung erhielt Araújo von der Führung der FRETILIN und vom ehemaligen Premierminister und Präsidenten José Ramos-Horta. Präsident Taur Matan Ruak nahm den Rücktritt Gusmãos offiziell am 9. Februar an und beauftragte am 10. Februar Araújo mit der Bildung einer neuen Regierung, nachdem auch der Congresso Nacional da Reconstrução Timorense CNRT, die Partei von Gusmão, ihn offiziell vorgeschlagen hatte. Bis zur Vereidigung des neuen Premierministers am 16. Februar führte Xanana Gusmão das Amt als Premierminister weiter.
Die Liste der neuen Kabinettsmitglieder wurde am 11. Februar 2015 veröffentlicht. In der Regierung waren nun alle Parteien vertreten, die auch Sitze im Parlament hatten: CNRT, FRETILIN, Partido Democrático PD und Frenti-Mudança FM. Der bisherige Minister für Staatsadministration Jorge da Conceição Teme (FM) lehnte das Angebot ab, sein Amt als Vizeminister weiterzuführen. So erhielt den Posten Tomás Cabral (CNRT). Am 16. Februar fand die Vereidigung der VI. Regierung statt. Francisco da Costa Soares Borolaku (PD) sollte eigentlich Staatssekretär für die Stärkung der Institutionen bleiben, verzichtete allerdings auf sein Amt aufgrund der laufenden Ermittlungen wegen Vorteilsnahme gegen ihn. Soares kam zwar zur Vereidigungszeremonie, nahm aber nicht daran teil, so dass sein Amt vakant blieb. Dies sollte laut Soares so bleiben, bis die Ermittlungen gegen ihn abgeschlossen seien. Letztlich wurde der Posten gar nicht mehr besetzt.
Die Regierungsumbildung wurde genutzt um mehrere Ziele zu erreichen. Zum einen wurde ein Generationswechsel eingeleitet. Premierminister Rui Maria de Araújo war der erste Premierminister Osttimors, der nicht der Generation der Unabhängigkeitskämpfer von 1975 angehörte. Durch die Allparteienregierung wollte man eine einigende Wirkung auf das Land erzielen, die zuvor durch den Nationalhelden Xanana Gusmão erreicht wurde. Gusmão blieb aber zur Unterstützung weiterhin Mitglied des Kabinetts als „beratender Minister“ („Mentoring Minister“) und Minister für Planung und strategische Investitionen. Statt „stellvertretender Premierminister“, gab es nun vier „Staatsminister“, denen als „Koordinatoren“ bestimmte Themenfelder unterstellt wurden. Das Kabinett war gegenüber dem Vorgänger stark verkleinert worden. Zudem wurden auf diese Weise auch Mitglieder entlassen, die unter Korruptionsvorwürfen standen.
Am 2. Juni 2015 verstarb Staatsminister Fernando de Araújo nach einem Schlaganfall. Als Interimsministerin für Bildung ersetzte ihn Vizeministerin Dulce Soares. Am 10. August wurde der bisherige Handelsminister António da Conceição (PD) zum neuen Staatsminister, Bildungsminister und Koordinator für soziale Angelegenheiten vereidigt. Der bisherige Stellvertreter Constâncio Pinto (PD) wurde neuer Handelsminister, sein Vizeminister wurde Nino Pereira (PD), der in der V. Regierung bereits Staatssekretär für Industrie und Kooperativen war. Dulce Soares blieb weiterhin stellvertretende Bildungsministerin.
Im März 2016 kam es zum Bruch der Koalition zwischen CNRT und PD über den Streit um den militärischen Oberbefehlshaber und dem Konflikt zwischen Regierung und Parlament einerseits und Präsident Taur Matan Ruak andererseits. Um die Stabilität der Regierung zu gewährleisten, erklärten die Mitglieder der PD im Kabinett ihren Parteiaustritt. Sie behielten ihre Ämter als unabhängige Politiker. Letztlich blieben die PD-Regierungsmitglieder aber aktive Parteimitglieder, so war Conceição weiter Generalsekretär der PD.
Nach den Parlamentswahlen am 22. Juli 2017 dauerte es bis zum 15. September, bis Marí Bin Amude Alkatiri zum neuen Premierminister vereidigt wurde.

## Mitglieder der Regierung

### 16. Februar bis 10. August 2015

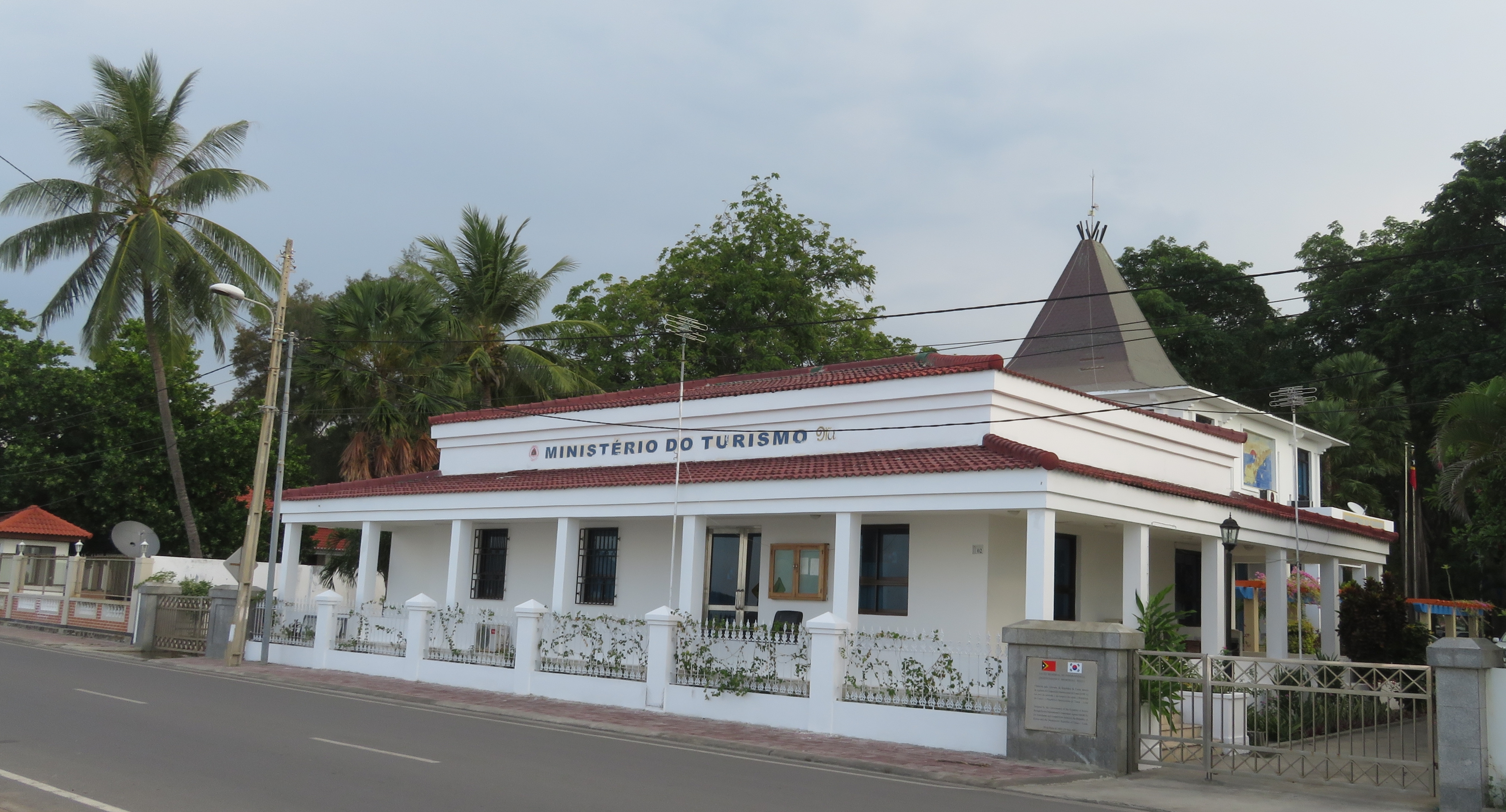
Tourismusministerium in Motael

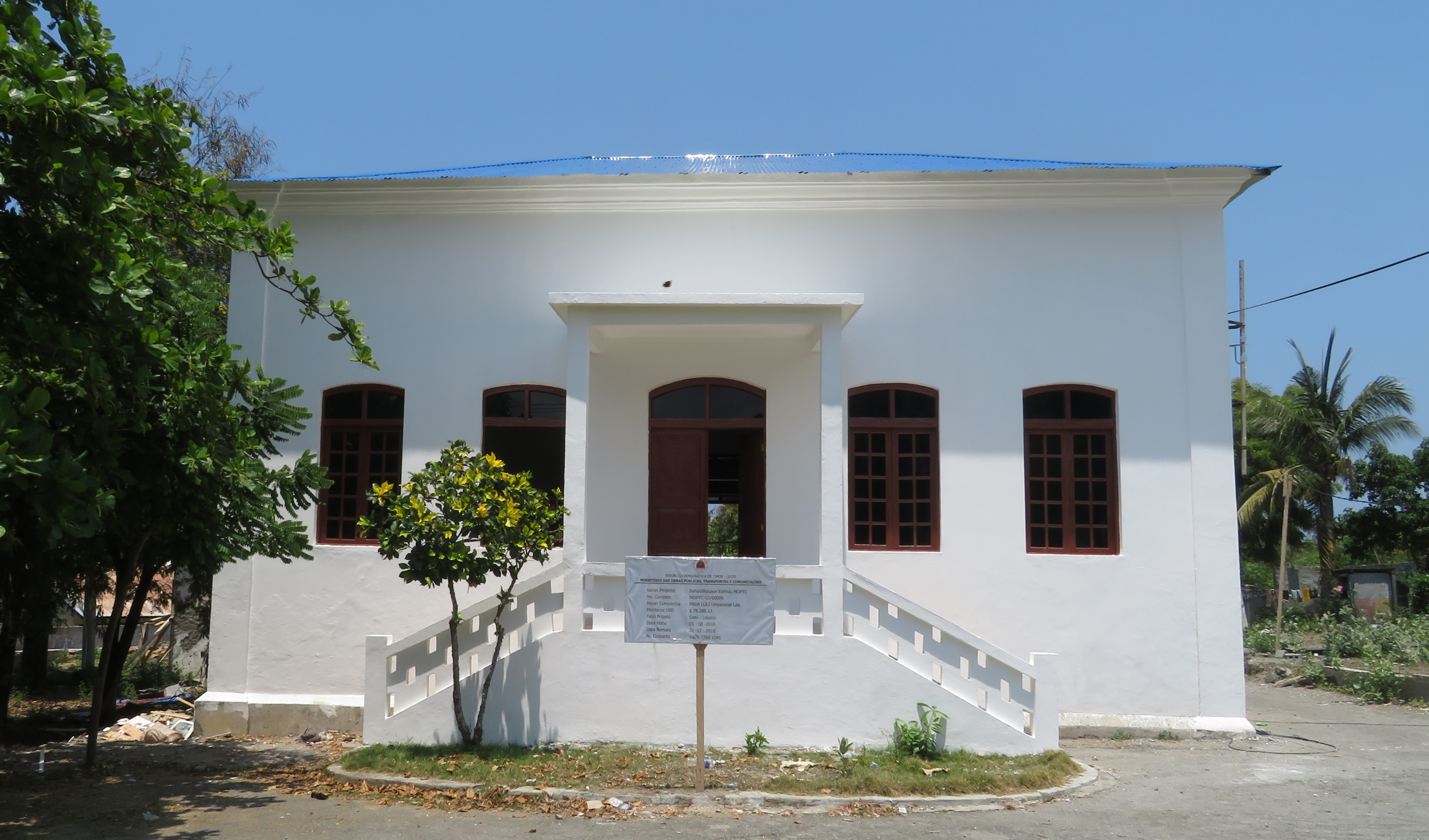
Zweigstelle des Verkehrsministeriums in Dato (Liquiçá)

Ministerium für Staatsadministration

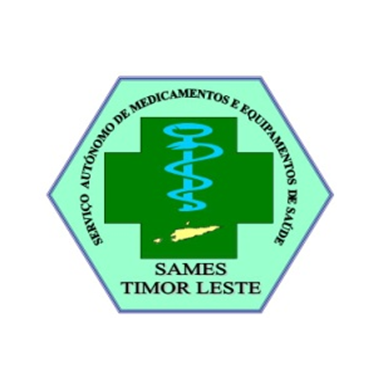
Serviçio Autónomo de Medicamentos e Equipamentos de Saúde, Gesundheitsministerium

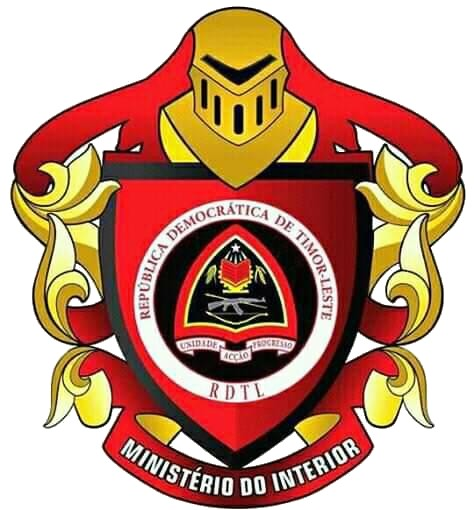
Innenministerium

| Regierung Araújo, 16. Februar 2015 – 10. August 2015                                       |                                                            | |
| Foto                                                                                       | Name                                                       | Posten                                                                                                   |
|                                                                                            | Rui Maria de Araújo (FRETILIN)                             | Premierminister                                                                                          |
| Minister                                                                                   |                                                            | |
| Ágio Pereira                                                                               | Hermenegildo Ágio Pereira (CNRT)                           | Staatsminister und Minister des Präsidiums des Ministerrats                                              |
|                                                                                            | Fernando La Sama de Araújo (PD, † 2. Juni 2015)            | Staatsminister, Koordinator für soziale Angelegenheiten und Minister für Bildung                         |
| Estanislau da Silva, Staatsminister und Landwirtschaftsminister                            | Estanislau da Silva (FRETILIN)                             | Staatsminister, Koordinator für Wirtschaftsangelegenheiten und Minister für Landwirtschaft und Fischerei |
|                                                                                            | Dionísio da Costa Babo Soares (CNRT)                       | Staatsminister, Koordinator für Verwaltungsangelegenheiten und Minister für Staatsadministration         |
| Santina Cardoso                                                                            | Santina José Rodrigues Ferreira Viegas Cardoso (parteilos) | Ministerin für Finanzen                                                                                  |
| Hernâni Coelho                                                                             | Hernâni Coelho (FRETILIN)                                  | Minister für Außenangelegenheiten und Kooperation                                                        |
|                                                                                            | Ivo Jorge Valente (CNRT)                                   | Minister für Justiz                                                                                      |
| Maria do Céu Sarmento                                                                      | Maria do Céu Sarmento Pina da Costa (CNRT)                 | Ministerin für Gesundheit                                                                                |
| Isabel Guterres                                                                            | Isabel Amaral Guterres (parteilos)                         | Ministerin für Soziale Solidarität                                                                       |
|                                                                                            | António da Conceição (PD bis 2016)                         | Minister für Handel, Industrie und Umwelt                                                                |
| Francisco Kalbuadi Lay, Tourismusminister                                                  | Francisco Kalbuadi Lay (CNRT)                              | Minister für Tourismus, Kunst und Kultur                                                                 |
| Minister für öffentliche Bauvorhaben, Transport und Telekommunikation                      | Gastão Francisco de Sousa (PD bis 2016)                    | Minister für den öffentlichen Dienst, Transport und Telekommunikation                                    |
| Alfredo Pires                                                                              | Alfredo Pires (CNRT)                                       | Minister für Erdöl und Mineralische Ressourcen                                                           |
| Cirilo Cristóvão, Verteidigungsminister                                                    | Cirilo José Cristóvão (CNRT)                               | Minister für Verteidigung                                                                                |
|                                                                                            | Longuinhos Monteiro (parteilos)                            | Minister für Inneres                                                                                     |
|                                                                                            | Xanana Gusmão (CNRT)                                       | Beratender Minister, Minister für Planung und strategische Investitionen                                 |
| Vizeminister                                                                               |                                                            | |
| Hélder Lopes                                                                               | Hélder Lopes                                               | Vizeminister für Finanzen                                                                                |
| Roberto Sarmento de Oliveira Soares, Vizeminister für Außenangelegenheiten und Kooperation | Roberto Sarmento de Oliveira Soares (parteilos)            | Vizeminister für Außenangelegenheiten und Kooperation                                                    |
| Dulce Soares (2019)                                                                        | Dulce de Jesus Soares (CNRT)                               | Vizeministerin für Bildung I                                                                             |
|                                                                                            | Abel da Costa Freitas Ximenes (FM)                         | Vizeminister für Bildung II                                                                              |
|                                                                                            | Ana Isabel Soares                                          | Vizeministerin für Gesundheit                                                                            |
| Miguel Manetelu, Vizeminister für Soziale Solidarität                                      | Miguel Marques Gonçalves Manetelu (CNRT)                   | Vizeminister für Soziale Solidarität                                                                     |
| Marcos da Cruz                                                                             | Marcos da Cruz (PD bis 2016)                               | Vizeminister für Landwirtschaft und Fischerei                                                            |
|                                                                                            | Constâncio da Conceição Pinto (PD bis 2016)                | Vizeminister für Handel, Industrie und Umwelt                                                            |
| Januário Pereira                                                                           | Januário da Costa Pereira (CNRT)                           | Vizeminister für den öffentlichen Dienst, Transport und Telekommunikation I                              |
| Inácio Moreira                                                                             | Inácio Moreira (FRETILIN)                                  | Vizeminister für den öffentlichen Dienst, Transport und Telekommunikation II                             |
| Tomás Cabral                                                                               | Tomás do Rosário Cabral (CNRT)                             | Vizeminister für Staatsadministration                                                                    |
| Staatssekretäre                                                                            |                                                            | |
| Avelino Coelho da Silva (2019)                                                             | Avelino Maria Coelho da Silva (parteilos)                  | Staatssekretär für den Ministerrat                                                                       |
| Maria Terezinha Viegas                                                                     | Maria Terezinha Dias da Silva Viegas (CNRT)                | Staatssekretärin für parlamentarische Angelegenheiten                                                    |
| Nélio Isaac Sarmento, Staatssekretär für Sozialkommunikation                               | Nélio Isaac Sarmento (CNRT)                                | Staatssekretär für Sozialkommunikation                                                                   |
| Veneranda Lemos Martins                                                                    | Veneranda M. Lemos Martins (CNRT)                          | Staatssekretärin für die Unterstützung und sozio-ökonomische Förderung von Frauen                        |
| Leovigildo Hornay, Staatssekretär für Jugend und Sport                                     | Leovigildo Hornay                                          | Staatssekretär für Jugend und Sport                                                                      |
| Ilídio Ximenes da Costa, Staatssekretär für Beschäftigungspolitik und Berufsbildung        | Ilídio Ximenes da Costa (CNRT)                             | Staatssekretär für Beschäftigungspolitik und Berufsbildung                                               |
| Samuel Mendonça                                                                            | Samuel Mendonça (PD bis 2016)                              | Staatssekretär für Staatsadministration                                                                  |
| Jaime Xavier Lopes, Staatssekretär für Grundbesitz und Eigentum                            | Jaime Xavier Lopes (CNRT)                                  | Staatssekretär für Grundstücke und Eigentum                                                              |
| Maria Isabel de Jesus Ximenes                                                              | Maria Isabel de Jesus Ximenes (CNRT)                       | Staatssekretärin für Kunst und Kultur                                                                    |

### Änderungen am 10. August 2015
| Regierung Araújo, 10. August 2015 – 15. September 2017 |                                             |                                                                                  |
| Foto                                                   | Name                                        | Posten                                                                           |
|                                                        | António da Conceição (PD bis 2016)          | Staatsminister, Koordinator für soziale Angelegenheiten und Minister für Bildung |
|                                                        | Constâncio da Conceição Pinto (PD bis 2016) | Minister für Handel, Industrie und Umwelt                                        |
| Nino Pereira                                           | Filipus Nino Pereira (PD bis 2016)          | Vizeminister für Handel, Industrie und Umwelt                                    |